# دارين وراك
دارين وراك (بالإنجليزية: Darren Wrack)‏ (5 مايو 1976 في المملكة المتحدة - ) هو لاعب كرة قدم بريطاني في مركز الوسط. لعب مع ديربي كاونتي وشروزبري تاون وغريمسبي تاون ونادي والسول ونادي كيترينغ تاون وستافورد رينجرز.

## وصلات خارجية
- دارين وراك على موقع قاعدة بيانات كرة القدم.إي يو (الإنجليزية)
- دارين وراك على موقع Soccerbase.com (لاعب) (الإنجليزية)
- دارين وراك على موقع Soccerway.com (الإنجليزية)